# Šurupak
Šurupak ali Šurupag (slovensko zdravilišče), sodobni Tell Fara v iraškem governoratu Al-Qādisiyyah, je bil antično sumersko mesto na obali Evfrata, približno 55 km južno od Nipurja. 
Mesto je bilo posvečeno boginji žita in zraka Ninlil (ali Sud).

## Zgodovina
Šurupak je bil veliko skladiščno in distribucijsko središče za žito, ki je imelo več silosov kot katero koli drugo sumersko mesto. Najstarejše odkopane arheološke plasti v Šurupaku datirajo v  džemdet nasrsko obdobje okoli leta 3000 pr. n. št.. Mesto je bilo malo po letu 2000 pr. n. št. zapuščeno. Arheolog Erich Schmidt je v mestu odkril isinsko-larški valjast pečatnik in več spominskih tablic, verjetno z začetka 2. tisočletja pr. n. št.. Med površinskimi najdbami prevladujejo najdbe iz zgodnjega dinastičnega obdobja.
Proti koncu uruškega obdobja je bila v Šurupaku arheološko dokazana poplava. Večbarvna lončenina iz plasti pod poplavnimi naplavinami je iz džemdet nasrskega obdobja, ki je bilo neposredni predhodnik zgodnjega dinastičnega obdobja.
Mesto je doseglo svoj višek na koncu dinastičnega obdobja III (2600-2350 pr. n. št.), ko je merilo kakšnih 100 ha. V takšnem stanju ga je uničil požar, ki je zapekel glinaste tablice in zidake iz blata in jih ohranil za nekaj tisočletij.
V napisih sta se ohranili imeni dveh možnih šurupaških kraljev. V Seznamu sumerskih kraljev je kot zadnji kralj »pred poplavo« omenjen  Ubara-Tutu. V Epu o Gilgamešu je Utnapištim (tudi Uta-na'ištim) omenjen kot »sin Ubara-Tutuja, kralja Šuripaka«. Z njim se povezujeta tudi imeni Ziusudra in Atrahasis. Vse osebe so zelo verjetno mitske in niso podprte z nobeno arheološko najdbo.

## Arheologija
Najdišče Šurupak je od severnega do južnega roba dolgo približno kilometer. Njegova površina meri približno 12O hektarjev. Grič sam meri približno 35 hektrarjev in je približno 3 metre visok.
Po prvih hitrih raziskavah Hermanna Volratha Hilprechta leta 1900 so se leta 1902 začela prva izkopavanja Roberta Koldeweya in Friedricha Delitzscha iz Nemške orientalske družbe, ki so trajala osem mesecev. Med izkopavanji so, med drugim, odkrili več sto predsargonskih tablic, ki so končale v berlinskem in istanbulskem muzeju. Marca in aprila 1931 se je izkopavanj lotila združena ekipa Ameriške šole za orientalske raziskave in Univerze v Pensilvaniji. Trajala so šest tednov. Vodila sta jih direktor Erich Schmidt in epigrafist Samuel Noah Kramer. Odkrili so 87 dvojno vboklih in nežganih tablic in fragmentov, večinoma iz predsargonskega obdobja. Leta 1974 je trodneven površinski pregled opravila Harriet P. Martin. Odkrila je predvsem koščke keramike in potrdila, da Šurupak datira najmanj v zgodnje  džemdet nasrsko obdobje, ki se je raztegnilo v zgodnje dinastično obdobje, in bil del Akadskega cesarstva in Tretje urske dinastije.